# Tây Bình (xã)
Tây Bình là một xã thuộc huyện Tây Sơn, tỉnh Bình Định, Việt Nam.
Xã Tây Bình có diện tích 7,25 km², dân số năm 1999 là 6.184 người, mật độ dân số đạt 853 người/km².

## Hành chính
Xã Tây Bình được chia thành 3 thôn: An Chánh, Mỹ An, Mỹ Thuận.